# 1573 Väisälä
1573 Väisälä eller 1949 UA är en asteroid i huvudbältet, som upptäcktes den 27 oktober 1949 av den belgiske astronomen Sylvain Arend i Uccle. Den har fått sitt namn efter den finske astronomen Yrjö Väisälä.
Asteroiden har en diameter på ungefär 9 kilometer.